# إنديانابوليس 500 سنة 1930
سباق إنديانا بوليس -500 ميل 1930 أقيم في حلبة إنديانابوليس موتور سبيدواي في 30 مايو 1930 وفاز في السباق بيلي أرنولد من فريق هاري هارتز بمتوسط سرعة 100.448 ميل/س (161.655 كم/س).
وكان أول المنطلقين بيلي أرنولد بسرعة 113.268 ميل/س (182.287 كم/س).